# Ryan Anthony
Ryan Anthony (San Diego, 17 maggio 1969 – 23 giugno 2020) è stato un trombettista statunitense.
Era conosciuto in tutto il mondo per aver fatto parte del famoso quintetto di ottoni Canadian Brass.

## Biografia
Ryan Anthony nacque nel 1969 a San Diego in California, da una famiglia di musicisti da sette generazioni. Inizialmente venne spinto allo studio del violino, ma all'età di sette anni iniziò a suonare la tromba grazie alla presenza in casa di una vecchia cornetta appartenuta al nonno, con la quale la domenica partecipava alle funzioni religiose suonando Amazing Grace.
Nei dieci anni successivi egli incrementò il suo livello tecnico a livelli prodigiosi, tanto che dopo avere vinto numerosi premi in qualità di studente, fu notato dai Canadian Brass in una esibizione locale. L'episodio viene ricordato dagli stessi Canadian Brass nel loro sito.
Dopo avere completato la sua educazione musicale al Cleveland Institute of Music, fu nominato nel 2000 professore di tromba al Conservatorio di musica di Oberlin.
Lo stesso anno entrò ufficialmente nei Canadian Brass, dove rimase per tre anni.
Ryan Anthony divenne un acclamato solista di fama internazionale e si esibì regolarmente con le più importanti orchestre degli USA quali l'Orchestra di Cleveland, l'Orchestra di Filadelfia, la New York Philharmonic, l'Orchestra del Minnesota, la National Repertory Orchestra, la National Symphony Orchestra, l'Orchestra Sinfonica di Atlanta, l'Orchestra Sinfonica di Baltimora, l'Orchestra Filarmonica di Buffalo, la Colorado Symphony, l'Orchestra Sinfonica di Detroit, l'Orchestra sinfonica di Houston, l'Orchestra Sinfonica di Indianapolis, l'Orchestra Sinfonica di Jacksonville, la Kansas City Symphony, la Memphis Symphony Orchestra, la Milwaukee Symphony Orchestra, l'Orchestre symphonique de Montréal, la Phoenix Symphony, l'Orchestra Sinfonica di Seattle e la Saint Louis Symphony.
Incise moltissime colonne sonore per la radio, la televisione (ABC, CBS, FOX, TBS, WGN, TNT, e HBO) e il cinema Hollywoodiano (Disney, Paramount, Touchstone, e Columbia Motion Pictures).
Affiancò alla sua attività di musicista anche quella di didatta e docente: insegnò infatti in numerose università statunitensi e canadesi e organizzando master class in tutto il mondo.
Dal 2006 era Prima Tromba dell'Orchestra sinfonica di Dallas. Fino a poco prima della prematura scomparsa, avvenuta nel 2020 a causa di un cancro, continuò le sue esibizioni con i Canadian Brass. Lasciò la moglie e due figli.